# Wienerfilharmonikernas nyårskonsert 1983

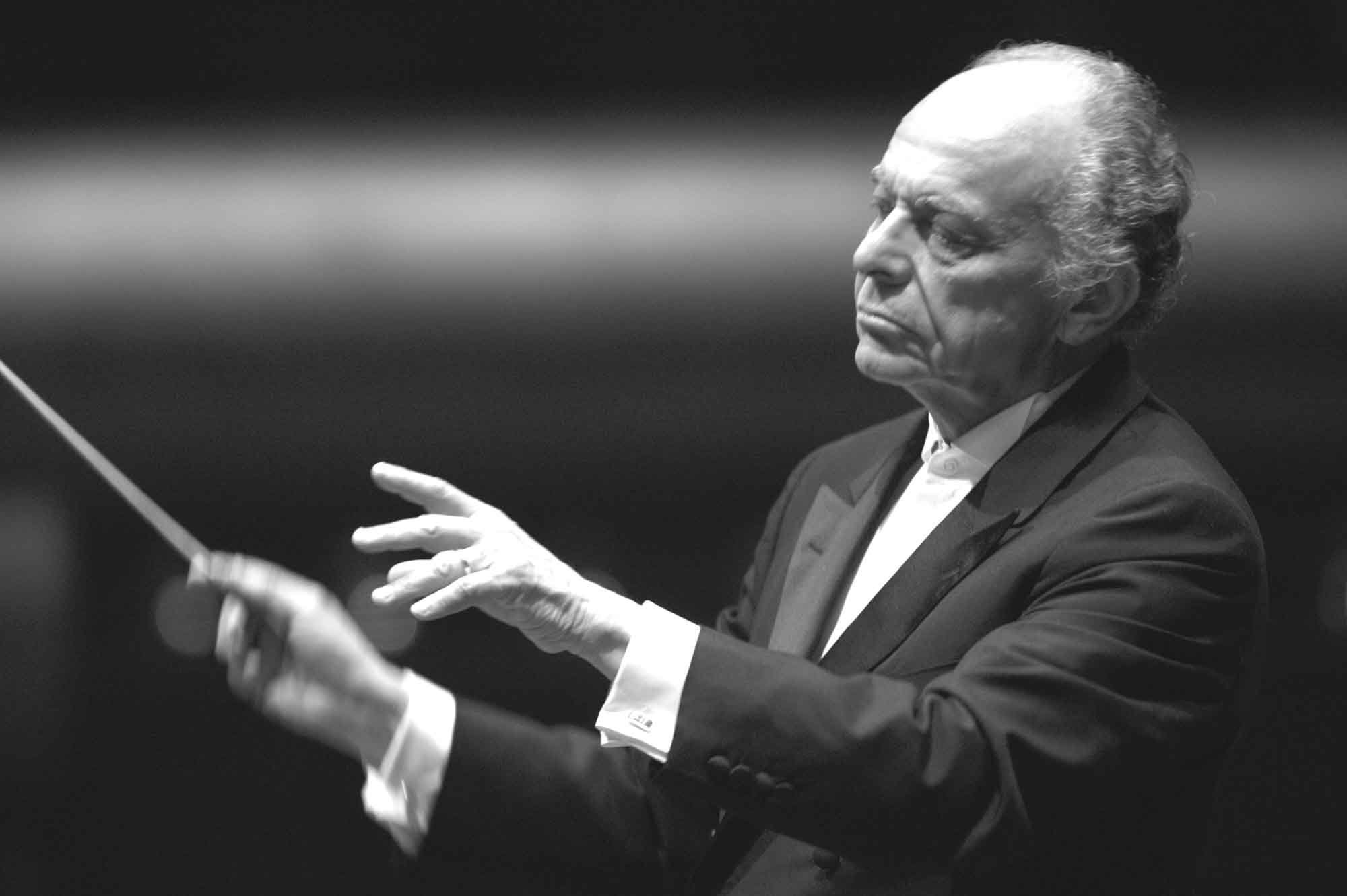
Lorin Maazel.

Wienerfilharmonikernas nyårskonsert 1983 räknas som den 43:e nyårskonserten från Wien och ägde rum den 1 januari 1983 i Wiens Musikverein. Det var den 25:e nyårskonserten vars 2:a del sändes på TV via Eurovision. Dirigent var för fjärde gången Lorin Maazel, som 1980 övertog uppgiften efter den legendariske Willi Boskovsky. Maazel skulle komma att dirigera alla nyårskonserter från 1982 till 1986.

## Historia
Strikt räknat var det Wienerfilharmonikernas 38:e nyårskonsert, eftersom det inte var förrän 1946 som Josef Krips introducerade denna titel, som behölls 1947 och därefter. Dessutom var det den 44:e Årsskifteskonserten, då det vid årsskiftet 1939/40 gavs en Außerordentliches Konzert (extraordinär konsert) av Wienerfilharmonikerna, som dock ägde rum på nyårsafton 1939. 
Enskilda musikstycken ackompanjerades av balettinspelningar. Medlemmar ur baletten i Wiener Staatsoper dansade i koreografi av Gerlinde Dill.

## Program

### 1:a delen
1. Johann Strauss den yngre: Ouvertyr till operetten Indigo und die 40 Räuber
2. Josef Strauss: Freuden-Grüsse, Vals, op. 128*
3. Josef Strauss: Die Libelle, Polka mazur, op. 204
4. Josef Strauss: Velocipede, Polka schnell, op. 259
5. Johann Strauss den yngre: Wiener Bonbons, Walzer, op. 307

### 2:a delen
1. Johann Strauss den yngre: Ouvertyr till operetten Eine Nacht in Venedig
2. Johann Strauss den yngre: Stadt und Land, Polka mazur, op. 322
3. Johann Strauss den yngre: Wo die Citronen blüh’n, Vals, op. 364
4. Johann Strauss den yngre: 's gibt nur a Kaiserstadt, 's gibt nur a Wien, Polka, op. 291
5. Johann Strauss den yngre: Freikugeln, Polka schnell, op. 326
6. Johann Strauss den yngre: Geschichten aus dem Wienerwald, Vals, op. 325
7. Josef Strauss: Aus der Ferne, Polka mazur, op. 270
8. Johann Strauss den yngre: Éljen a Magyár, Polka schnell, op. 332

### Extranummer
1. Johann Strauss den yngre: Perpetuum mobile, Musikalischer Scherz, op. 332
2. Johann Strauss den yngre: An der schönen blauen Donau, Vals, op. 314
3. Johann Strauss den yngre: Radetzkymarsch, op. 228

Verkförteckningen och verkens ordning finns på Wienerfilharmonikernas webbplats.
De verk markerade med * stod för första gången på programmet till en nyårskonsert.

## Medverkande
- Lorin Maazel, Dirigent
- Wienerfilharmonikerna

## Weblänkar
- Programmet till Nyårskonserten 1983 på wienerphilharmoniker.at